# Mastix

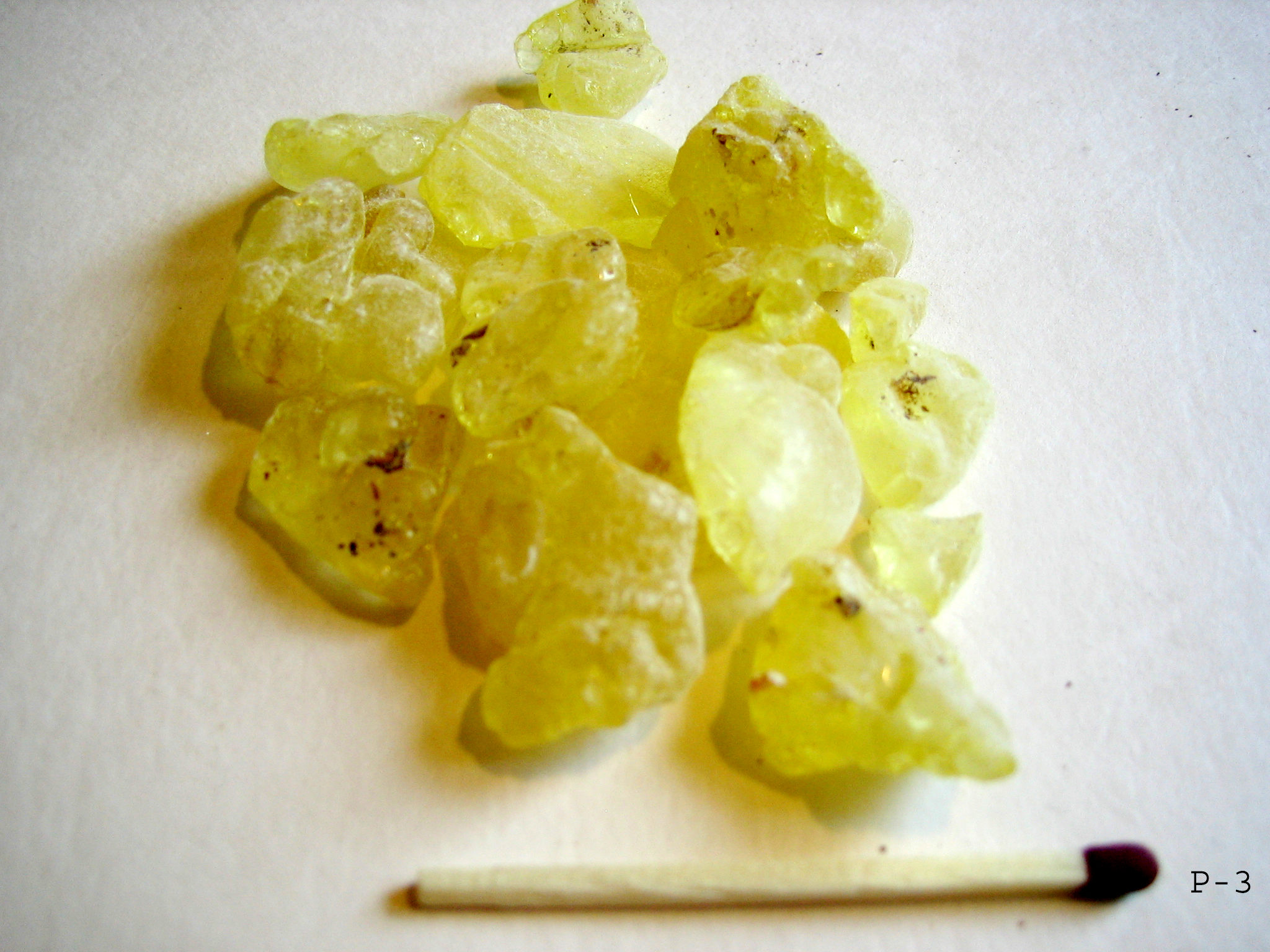
Mastix

Mastix är ett flytande harts som kommer från mastixbusken. Mastix har sedan gammalt använts till framställning av lack och inom medicinen. Intorkad mastix har tuggats sedan Theofrastos tid (omkring 300 f.Kr.) för att ge renare tänder och friskare andedräkt, och generellt under antiken som en sorts tuggummi.
Mastix används även som lim inom film, teater och levande rollspel. Med det kan man fästa maskdelar av latex och konstgjort skägg mot huden. Man kan också skapa illusionen av ärr och rynkor med hjälp av mastix. Mastix avlägsnas från huden med ljummet vatten eller särskilda lösningsmedel. Mastix saluförs av de flesta teatersminksproducenter och förekommer i många förpackningsstorlekar.
Mastix ingår – tillsammans med salep – i viss turkisk glass, för att göra den seg.
Mastixträdet växer bland annat på den grekiska ön Chios av de 24 mastixabyarna som ingår i kooperativen Ένωση Μαστιχοπαραγωγών Χίου, grundad 1938.